# Моабит
Моаби́т (нем. Moabit) — район в центре Берлина. С 2001 года входит в состав укрупнённого округа Берлин-Митте, до административной реформы входил в состав округа Тиргартен, который в результате укрупнения округов был включён в округ Митте. Ограничен тремя водными потоками — Шпрее, Берлинско-Шпандауским судоходным каналом и Вестхафен-каналом, через которые переброшено 25 пешеходных, автомобильных и железнодорожных мостов. Моабит известен расположенной на его территории одноимённой тюрьмой.

## История
Ранее на месте Моабита были пустоши, болота и леса, которые с XIII века использовались как выгон и с XV века как охотничьи угодья. Первая большая колония в Моабите возникла только в 1716 году, после того как Фридрих I разрешил гугенотам, бежавшим из Франции, поселиться в предместьях Берлина (на территории между Шпрее и Альт-Моабит) и предоставил им 24 земельных участка для разведения гусениц тутового шелкопряда. Считается, что именно гугеноты дали название Моабиту, окрестив местность terre de moab — по аналогии с Моавом, где израильтяне нашли временное пристанище после исхода из Египта.
В XVIII веке на территории Моабита были построены фабрики по производству фарфора и пороха, металлургический и оружейный заводы, завод боеприпасов. В 1861 году Моабит был присоединен к Берлину, после чего его инфраструктура начала быстро развиваться: были построены новые мосты и каналы, образованы новые кварталы, учреждены школы, построены церкви, больницы и электростанция. Результатом индустриализации стал рост населения, которое к 1910 году составляло 190 тысяч человек (против 120 человек в 1801 году).

## Достопримечательности

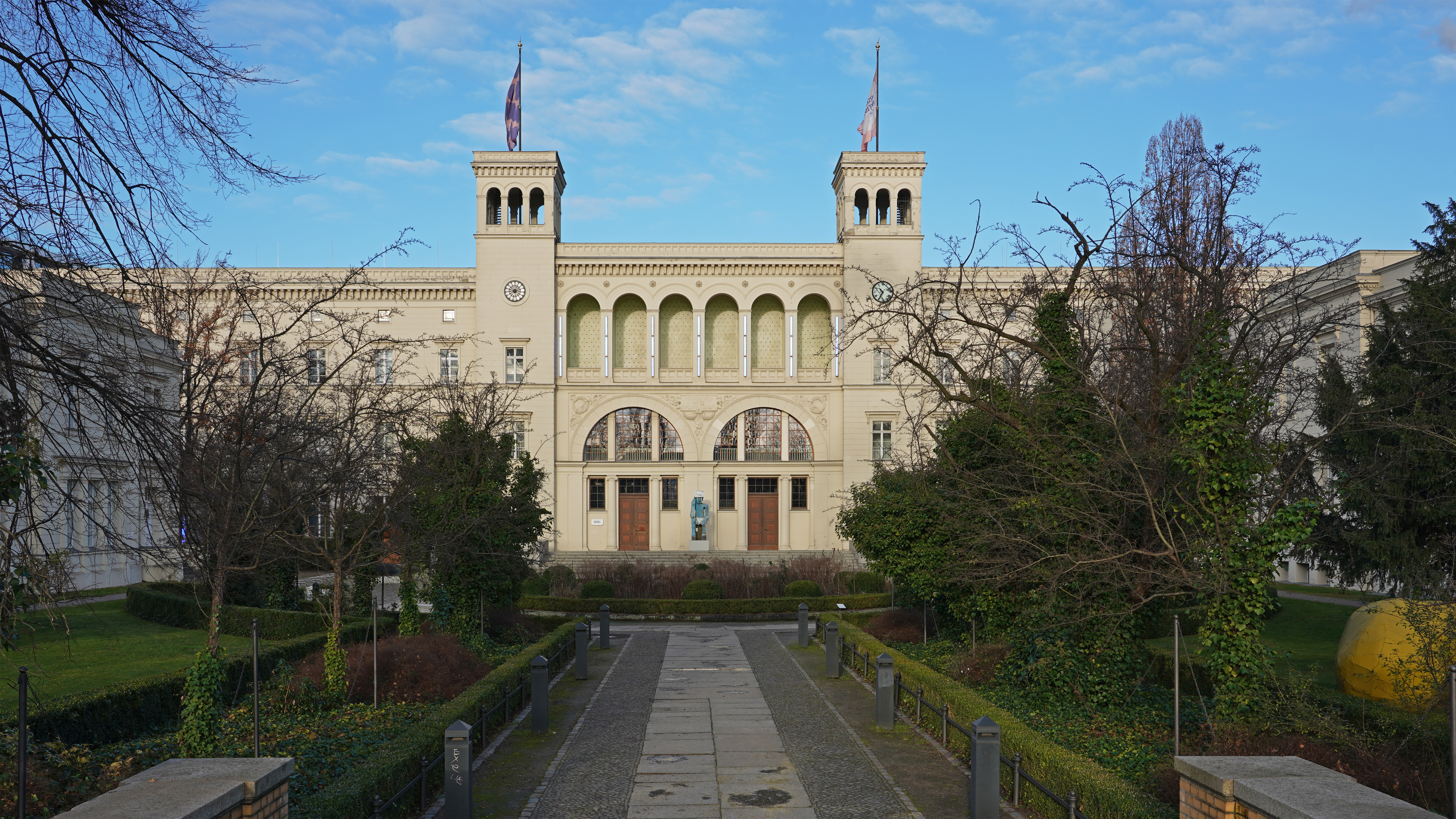
Гамбургский вокзал
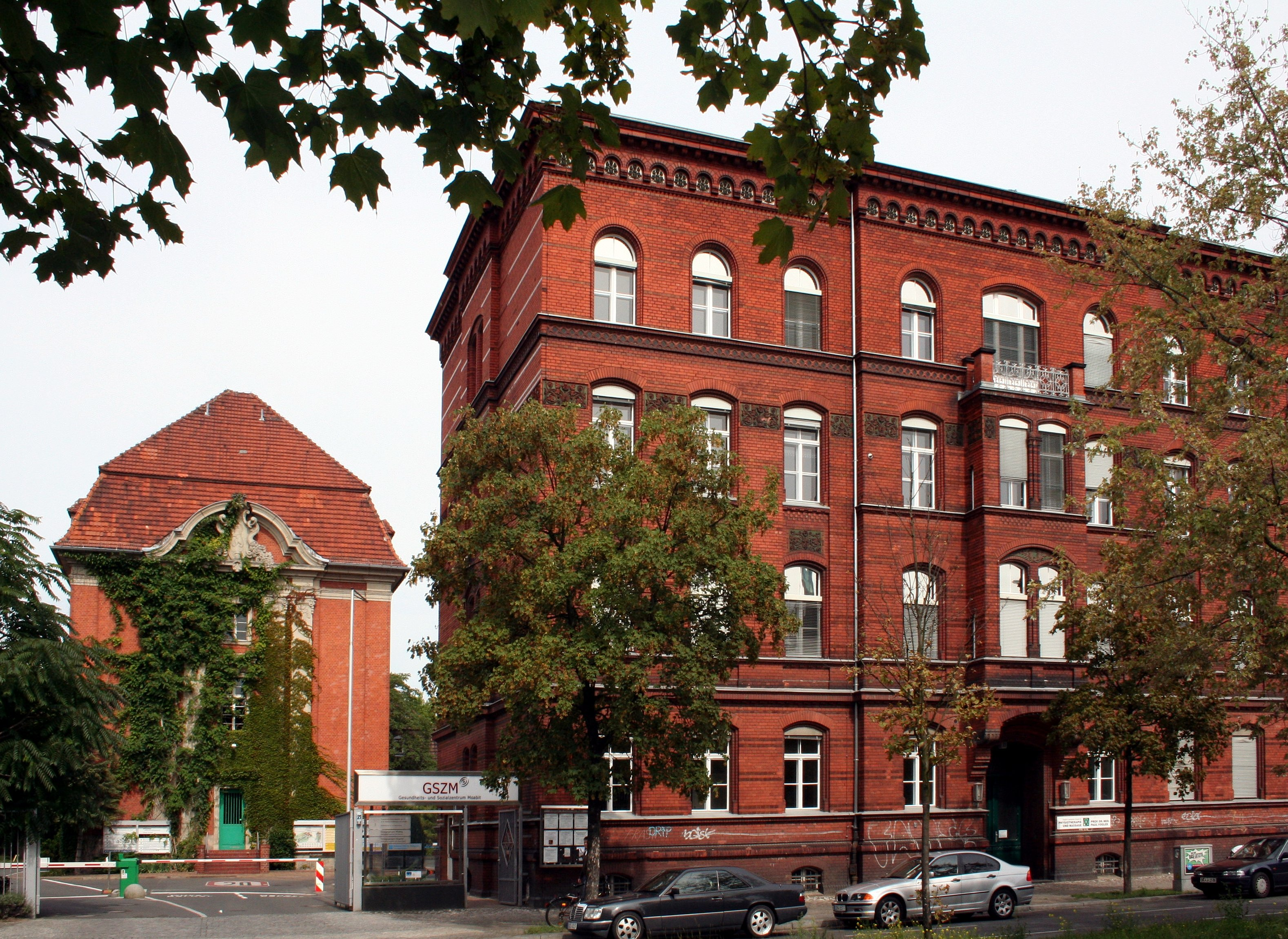
Больница Моабит
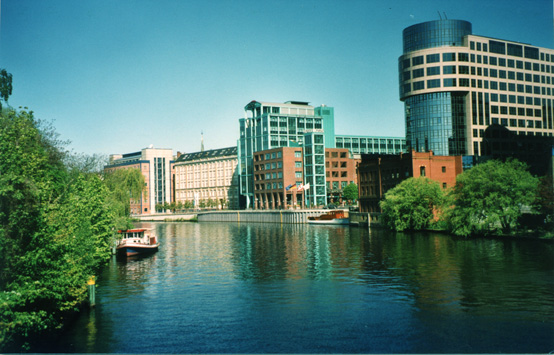
Офисные здания Моабита на Шпрее
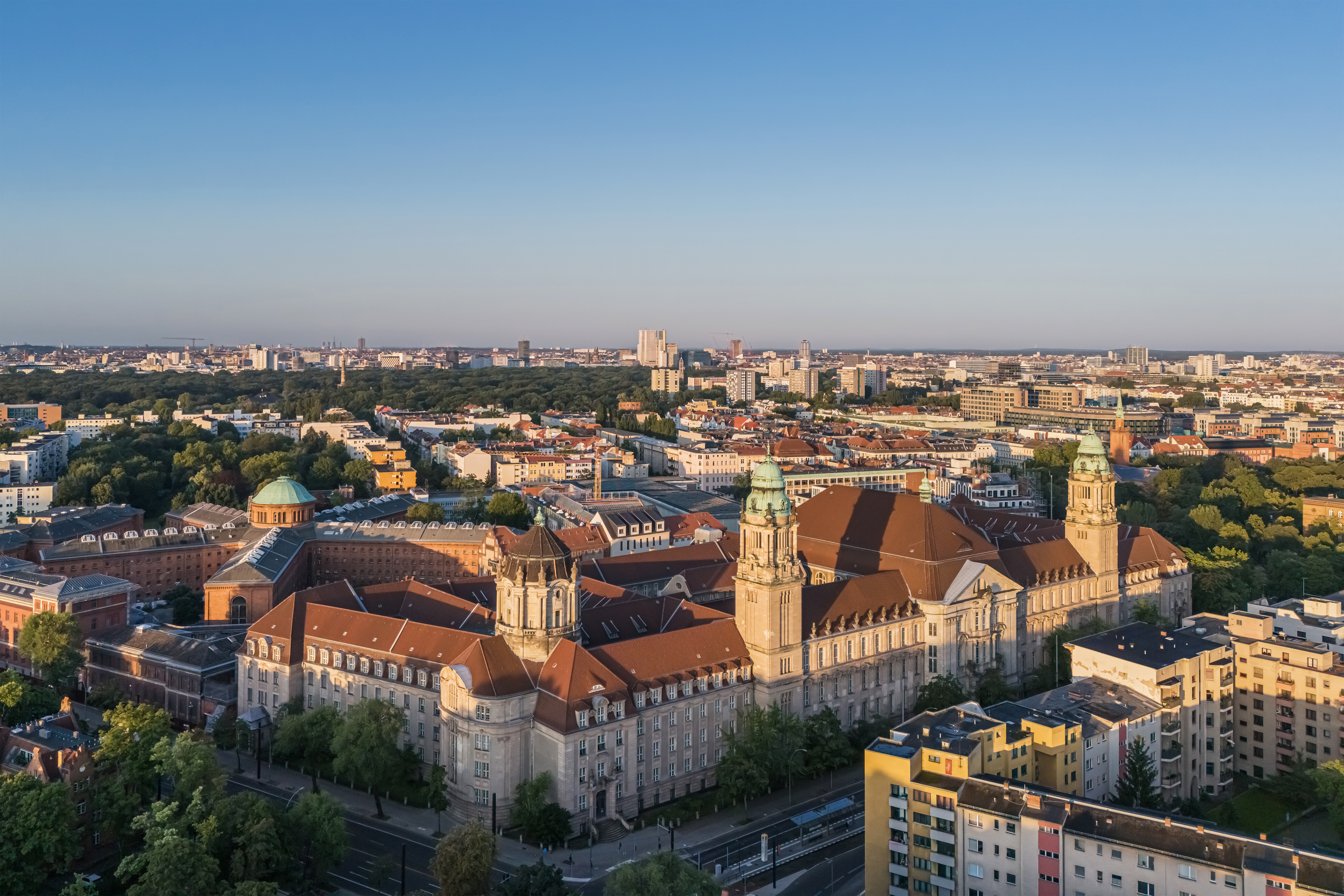
Здание суда